# Chingy
Howard Bailey, Jr. (St. Louis, Missouri, SAD, 9. ožujka 1980.), bolje poznat po svom umjetničkom imenu Chingy je američki reper i tekstopisac. Chingy je odrastao u Walnut Parku, dijelu St. Louisa, te je počeo repati u ranoj dobi. Svoju glazbenu karijeru je započeo 2002. godine kada je otvorio koncert za Nellyja. Iste godine je potpisao ugovor s diskografskom kućom Ludacrisa, Disturbing tha Peace.
Chingy je svoj debitantski studijski album Jackpot objavio 2003. godine zajedno s hit singlom "Right Thurr". Album je prodan u dva milijuna primjeraka. Drugi studijski album Powerballin' je objavio 2004. godine koji je zaradio dobre kritike. Dvije godine kasnije objavio je album Hoodstar koji je proizveo hit singl "Pullin' Me Back". Odmah godinu kasnije objavljuje album Hate It or Love It. Do 2012. godine objavio je devet miksanih albuma, te trenutno radi na petom studijskom albumu No Risk No Reward.

## Diskografija

### Studijski albumi
- Jackpot (2003.)
- Powerballin' (2004.)
- Hoodstar (2006.)
- Hate It or Love It (2007.)
- No Risk No Reward (2012.)

### EP-ovi
- Pick 3 (2005.)

### Miksani albumi
- Fresh Thug Vol. 1 (2009.)
- Global Warming (2009.)
- Stars & Straps Reloaded Vol. 1 (2009.)
- The Mixtape (2009.)
- 1st Quarter (2009.)
- Success & Failure (2010.)
- Young & Flashy (2010.)
- You Wanna Hang with a Star (2011.)
- Jackpot Back (2012.)

## Vanjske poveznice

### Službene stranice
- Chingy na Twitteru
- Chingy na MySpaceu

### Profili
- Chingy na Allmusicu
- Chingy na Discogsu
- Chingy na Billboardu
- Chingy  Arhivirana inačica izvorne stranice od 24. srpnja 2012. (Wayback Machine) na MTV
- Chingy  Arhivirana inačica izvorne stranice od 1. studenoga 2012. (Wayback Machine) na Yahoo! Musicu
- Chingy na Internet Movie Databaseu